# سالبرال
سالبرال دهستانی در استان آبیلای اسپانیا است.
در این دهستان ۱۳۰ نفر زندگی می‌کنند. مساحت این دهستان ۷٫۴۹ کیلومتر مربع است.